# 1984 (filme de 1956)
1984 (bra: 1984) é um filme britânico de 1956, um drama de ficção científica em preto e branco dirigido por Michael Anderson, livremente baseado no livro homônimo de George Orwell.
Esta é a primeira adaptação cinematográfica do romance, estrelada por Edmond O'Brien, no papel do protagonista Winston Smith. O filme conta com Donald Pleasence, Jan Sterling e Michael Redgrave. O personagem antagonista O'Brien foi renomeado para "O'Connor", para evitar confusão com o sobrenome do ator principal. E Emmanuel Goldstein foi rebatizado para "Kalador".
No mercado norte-americano, o filme foi distribuído em 1956 em dupla com outra obra de ficção científica britânica, The Gamma People. Após o término dos acordos de distribuição, o filme de Anderson foi retirado de circulação pelo espólio de Orwell.
Assim como a adaptação cinematográfica anterior de A Revolução dos Bichos, o filme 1984 de 1956 foi secretamente financiado pela CIA.

## Elenco
- Edmond O'Brien ... Winston Smith
- Michael Redgrave ... gen. O'Connor
- Jan Sterling ... Julia
- David Kossoff ... Charrington
- Mervyn Johns ... Jones
- Donald Pleasence ... R. Parsons
- Carol Wolveridge ... Selina Parsons
- Ernest Clark ... locutor do Partido Exterior
- Patrick Allen ... oficial do Partido Interior
- Ronan O'Casey ... Rutherford
- Michael Ripper ... orador do Partido Exterior
- Ewen Solon ... orador do Partido Exterior
- Kenneth Griffith ... prisioneiro
- Anthony Jacobs ... voz da teletela